# Дёрна
Дёрна — река в Тверской области России.
Протекает по территории Старицкого района в северо-восточном направлении. Впадает в реку Холохольню в 28 км по правому берегу. Длина реки составляет 12 км. Вдоль течения реки расположены деревни Ботнево и Максимово Красновского сельского поселения.

## Данные водного реестра
По данным государственного водного реестра России относится к Верхневолжскому бассейновому округу, водохозяйственный участок реки — Волга от города Зубцов до города Тверь, без реки Тверца, речной подбассейн реки — бассейны притоков (Верхней) Волги до Рыбинского водохранилища. Речной бассейн реки — (Верхняя) Волга до Куйбышевского водохранилища (без бассейна Оки).
Код объекта в государственном водном реестре — 08010100612110000001668.